# Лінійні кораблі типу «Айова»
«Айова» (англ. Iowa) — тип американський лінійних кораблів, побудованих у 1940 — 43 роках на замовлення ВМС США. Всього було побудовано чотири кораблі: «Айова», «Нью-Джерсі», «Міссурі» та «Вісконсін».
Лінкори, з перервами, знаходилися на службі з 1943 по 1992 рік. За цей час вони взяли участь у чотирьох війнах: Другій світовій, корейській, в'єтнамській та іракській. У 1980-х усі кораблі пройшли глибоку модернізацію, але на початку 1990-х, через скорочення військових витрат, були виведені в резерв. До 2012-го лінкори були виключені зі складу флоту, однак жоден із них не був розібраний на метал.

## Історія створення
Проєктування лінкорів типу «Айова» стартувало на початку 1938 року, після директиви адмірала Томаса Харта, тодішнього керівника Генеральної ради військово-морських сил США. За основу був узятий проєкт «Саут Дакота». На відміну від нього, нові кораблі мали нести дванадцять 16-дюймових (406 мм) або дев'ять 18-дюймових (460-мм) гармат.